# Pirații secolului XX
Pirații secolului XX (în rusă Пираты XX века, transliterat: Piratî XX veka) este un film sovietic de acțiune/aventuri din 1980, regizat de Boris Durov, după un scenariu scris de Stanislav Govoruhin și Boris Durov și inspirat din evenimente reale. Rolurile principale sunt interpretate de Nikolai Eriomenko jr., Piotr Veliaminov, Talmat Nigmatulin, Rein Aren și Dilorom Kambarova.
Subiectul filmului îl reprezintă un caz fictiv de piraterie modernă: capturarea de către un grup de pirați asiatici a unei nave comerciale sovietice care transporta o încărcătură de opiu către Vladivostok. Vaporul sovietic este incendiat și se scufundă, dar un grup de marinari supraviețuitori reușesc să se salveze și ajung cu o barcă de salvare pe o insulă tropicală, unde se afla chiar baza piraților. Marinarii sovietici se confruntă cu pirații și luptă cu îndârjire pentru supraviețuire, reușind la capătul mai multor aventuri să-i învingă.
Pirații secolului XX a fost cel mai vizionat film sovietic din anul 1980 și a atras 87,6 milioane de spectatori, mai mult decât Moscova nu crede în lacrimi, filmul sovietic distins în anul următor cu Premiul Oscar pentru cel mai bun film străin, care a atras 84,4 milioane de spectatori (sau, după altă sursă, 84,5 milioane de spectatori). Potrivit unor estimări, acest film a fost vizionat de peste 250 de milioane de spectatori până la căderea Uniunii Sovietice, devenind cel mai vizionat film sovietic din toate timpurile.
Succesul acestui film, care prezenta lupte de arte marțiale în premieră pentru cinematografia sovietică, a determinat deschiderea mai multor cluburi de karate în Uniunea Sovietică și începerea practicării acestui sport pe scară largă în această țară.

## Rezumat
Nava comercială sovietică „Nejin” (în rusă Нежин) primește în portul unei țări din Asia de Sud-Est (Indonezia sau Filipine) o mare încărcătură de opiu pentru industria farmaceutică din URSS și pornește spre Vladivostok. În timpul călătoriei echipajul sovietic salvează din mare un bărbat asiatic pe nume Saleh, care afirmă că a scăpat de pe o navă de marfă ce luase foc. Marinarii sovietici schimbă traseul de navigație pentru a ajunge la nava avariată. Curând apare la orizont o navă necunoscută, pe nume „Mercury”, care pare că plutește în derivă, iar căpitanul Ivan Ilici trimite la bord un grup de marinari ca să verifice starea acesteia. În acest timp, profitând de lipsa de atenție a marinarilor sovietici, Saleh pătrunde în cabina radio a navei „Nejin”, unde îl ucide pe radiotelegrafist și distruge echipamentul radio.
Nava „Mercury” pornește brusc motoarele și se apropie de „Nejin”, iar pirații înarmați încep să tragă în marinarii sovietici cu puști de asalt și mitraliere. Pirații urcă la bordul navei „Nejin”, îi atacă pe membrii echipajului rus, omorându-i pe cei care încearcă să se apere și închizându-i în cabine pe marinarii ruși supraviețuitori. Inginerul șef Serghei Veremeev descoperă corpul radiotelegrafistului și pornește în urmărirea lui Saleh pe coridoarele navei, dar Saleh dovedește abilități impresionante de arte marțiale și îl învinge repede pe inginer. La scurt timp, pirații îi închid în cabine pe marinarii ruși supraviețuitori și descarcă opiul pe nava lor, apoi plasează exlozibil pe nava „Nejin” pentru a o distruge.
Inginerul Veremeev reușește să se elibereze și salvează câțiva membri ai echipajului, apoi cei nouă supraviețuitori coboară într-o barcă de salvare și, ascunzându-se în spatele perdelei de flăcări și fum, scapă de pirați, în timp ce nava „Nejin” se scufundă. Curenții scot barca de pe calea de navigație a vapoarelor, dar, după câteva zile de navigație, marinarii sovietici acostează pe o insulă tropicală, care pare nelocuită. Explorând țărmul insulei, naufragiații descoperă nava piraților într-un golf retras. Marinarii capturează un pirat pe nume Noi, dar acesta este ucis de Maa, o fată indigenă care avea propria sa răfuială cu pirații (după ce pirații ocupaseră insula, i-au ucis pe băștinași și le-au violat pe femei). Căpitanul Ivan Ilici crede că pirații vor scotoci insula a doua zi în căutarea celui dispărut și decide să captureze în acea noapte nava „Mercury”.
Lăsând femeile într-o grotă ascunsă, marinarii sovietici capturează nava piraților și se pregătesc să navigheze. În acest timp, pirații le descoperă pe cele două femei și se apropie de nava „Mercury”, cu un steag alb. Conducătorul piraților susține că deține o piesă lipsă a emițătorului radio și că doar el cunoaște șenalul navigabil pentru ieșirea din golf și le oferă sovieticilor în schimbul navei o barcă cu motor, o busolă, hărți și provizii de hrană. Aflând că ieșirea din golf este stâncoasă și presărată cu mine submarine, iar navigarea ar fi foarte dificilă, căpitanul Ivan Ilici acceptă schimbul.
Marinarii sovietici primesc cele două ostatice și pornesc cu o șalupă, al cărei motor se defectează la scurt timp după aceea. Dându-și seama că pirații îi vor ajunge din urmă și-i vor ucide, inginerul Serghei se întoarce pe navă, cu acordul căpitanului, pentru a încerca să-și salveze echipajul. El sare de pe stânci la bordul navei, îl obligă pe Saleh să transmită un mesaj SOS, pătrunde în sala mașinilor și dirijează nava către stânci, apoi sare în apă și înoată către barcă, urmărit de pe țărm de Maa.

## Distribuție
- Nikolai Eriomenko jr. — inginerul șef Serghei Sergheevici Veremeev[2][3][4][8][25][26]
- Piotr Veliaminov — căpitanul Ivan Ilici, comandantul navei sovietice[3][4][8][12][25][26]
- Talmat Nigmatulin — piratul Saleh, alias Li Guan sau Nguyen Cho[3][4][8][12][25]
- Rein Aren — conducătorul piraților[3][4][8][12]
- Dilorom Kambarova — Maa, fata indigenă de pe insulă[3][4][12][25][26]
- Natalia Horohorina — ospătărița Mașa[3][4][12][25] (menționată N. Harahorina)[3]
- Maija Eglīte — bibliotecara Aina[3][4][8][12][25]
- Tadeuș Kasianov — nostromul Matveici, specialist în arte marțiale[3][4][25]
- Pavel Remezov — medicul navei[3][4][25]
- Viktor Jiganov — marinarul Igor Mihailovici Stețenko[3][25]
- Viktor Gordeev — marinarul Iura Mikoșa[3][25]
- Gheorghi Martirosian — marinarul Gheorghi Kliuev[3][25]
- Leonid Trutnev — radiotelegrafistul[3][25]
- Nartai Begalin — piratul mitralior cu mustață și șapcă[3][25]
- Laktemir Dztiev — piratul înalt cu barbă[3][25]
- Vladimir Episkoposian — piratul bărbos[3][25]
- Igor Klass — piratul blond Joachim Johannes Schweigert, alias Rolf Schneider sau Kurt Winner[3][25]
- Bimbolat Kumalagov — un pirat mustăcios care i-a atacat pe căpitan și pe medic în timpul abordajului[3][25]
- Ghenadi Cetverikov — piratul chel Hardy[3][25]
- Iroda Aliyeva — femeie indigenă de pe insulă[3]
- Farhat Aminov — piratul din sala motoarelor[3][25]
- Lola Badalova[3]
- Aleksandr Bespalîi — primul ofițer de la bordul navei[3][25]
- Valeri Greț[3]
- Nikolai Diomin — ofițer de la bordul navei (menționat N. Demin)[3]
- Veaceslav Jarikov — bucătarul[3]
- Igor Kașințev — agentul comercial al companiei Lotus[3][25]
- Vladimir Karpiciov — piratul scafandru (menționat V. Karpicev)[3]
- Iuri Komarov[3]
- Serghei Kucikov — marinar[3]
- Vladimir Nikitin — ofițerul Vladimir Ivanovici[3]
- Mamura Rahimova[3]
- L. Toicieva[3]
- Shoira Tursunbayeva (menționată Ș. Tursunbaeva)[3]
- Oleg Fedulov — pirat[3]
- Yahyo Fayzullayev — pirat (menționat Ia. Faizulaev)[3]
- Djigangir Șahmuradov — piratul Noi[3][25]
- Vladimir Smirnov — comisarul politic de la bordul navei (nemenționat)[25]

### Dublaj de voce
- Vladimir Soșalski — conducătorul piraților[25]
- Aleksei Safonov — nostromul Matveici[25]
- Rudolf Pankov — vocea din off[25]

## Producție

### Scenariu

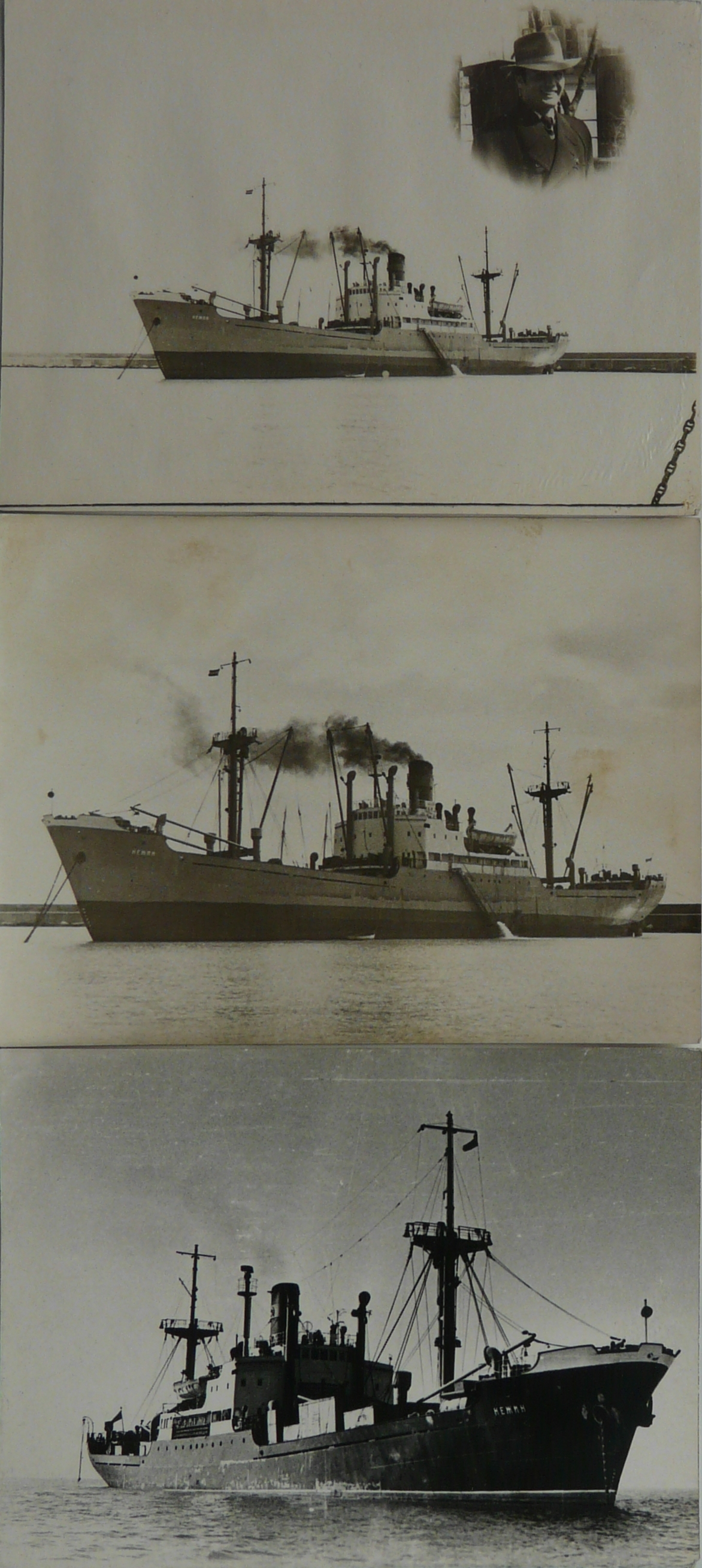
Cargobotul „” (Нежин) (1954–1978) a fost construit în 1954 la același șantier naval din RDG, unde a fost construită și nava „Fatej” (Фатеж). „Nejin” a fost exploatat mai întâi de compania și apoi de compania. Numele vasului a fost preluat de nava „Fatej” în timpul turnării filmului Pirații secolului XX. Fotografiile de mai sus au fost făcute în perioada noiembrie 1956 – ianuarie 1961.

Scenariul acestui film este inspirat din evenimente reale. Ideea scenariului i-a venit cineastului rus Stanislav Govoruhin la sfârșitul anilor 1970 după ce a citit în anul 1977 un articol din ziarul Izvestia despre capturarea în Marea Mediterană (sau, după altă sursă, în Marea Chinei de Sud) a unei nave italiene care transporta de 200 de tone de minereu de uraniu. Cu câțiva ani mai înainte, Govoruhin realizase deja un film de aventuri cu pirați: Uimitoarele aventuri ale lui Robinson Crusoe (1972), o ecranizare a cunoscutului roman al lui Daniel Defoe, care avusese un mare succes comercial. El a scris scenariul unui film cu pirați moderni în timpul filmărilor la Locul întâlnirii nu poate fi schimbat (1979), în care i-a înlocuit pe marinarii italieni cu marinari sovietici și a schimbat sfârșitul tragic al marinarilor italieni cu un sfârșit optimist.
Govoruhin l-a contactat pe Boris Durov, fostul său coleg de clasă de la Institutul de Cinematografie din Moscova (VGIK), cu care colaborase la regizarea filmului Vertikal (1967), care-i avea ca personaje pe membrii unui grup de alpiniști, și l-a convins să regizeze viitorul film, deoarece el era ocupat cu filmările la Locul întâlnirii nu poate fi schimbat. Cei doi au refăcut ulterior scenariul, în urma discuțiilor cu organele de cenzură. „Am abandonat imediat sentimentalismul excesiv. Am conceput un film despre bărbați ruși care sunt capabili să-și protejeze femeile și nava.”, a mărturisit ulterior Durov. Concepția realizării unui film de acțiune inspirat din thrillerele realizate în SUA și în Hong Kong era, în acea vreme, nouă în Uniunea Sovietică și a reprezentat o descoperire pentru un public care se obișnuise cu eroi „modelați mai mult după Hamlet decât după Schwarzenegger”, dovedind astfel că cinematografia sovietică a anilor 1970 nu era atât de izolată încât să nu fie la curent cu formulele artistice dezvoltate de cinematografiile comerciale ale altor țări.
La sugestia cascadorului Tadeuș Kasianov, care conducea un club semiclandestin de karate la Moscova și era un cunoscător al filmelor cu arte marțiale produse în Hong Kong, Govoruhin și Durov au integrat lupte de karate în secvențele de acțiune ale viitorului film. Această decizie a transformat Pirații secolului XX dintr-un film de aventuri tipic sovietic într-un film de acțiune în stil hollywoodian în care acțiunea rapidă, cascadoriile și efectele speciale predominau asupra dialogurilor și dezvoltării psihologice a personajelor. Filmul combina astfel cascadoriile în stil hollywwodian cu luptele de arte marțiale în stil Hong Kong. Practicarea karatelor fusese interzisă o lungă perioadă în Uniunea Sovietică, deoarece era considerat un sport prea periculos și cu o filozofie neconformă ideologiei sovietice. Sportivii s-au antrenat clandestin, susținând că practicau judoul, dar numărul mare al acestora a determinat Comitetul Sportiv al URSS să emită un ordin de înființare a unei federații sportive și apoi, în 1978, să accepte deschiderea unei școli centrale de karate.
Durov a avut o întâlnire cu Filipp Ermaș, directorul Goskino, și i-a spus acestuia că viitorul film ar putea atrage 70–75 de milioane de spectatori. Ermaș și-a dat acordul în baza acestei promisiuni, iar Pirații secolului XX a intrat în producție. În ultimii ani ai epocii Brejnev, autoritățile cinematografice sovietice începuseră să acorde o atenție mai mare potențialului comercial al filmelor în dauna problemelor ideologice și intenționau să creeze o industrie de film în stilul Hollywood-ului, axată mai mult pe divertisment. Au fost realizate în acest context filmul de acțiune Pirații secolului XX (1980), filmul cu dezastre Ekipaj (1980) și apoi drama romantică Malenkaia Vera (1988), care a provocat scandal în Uniunea Sovietică din cauza prezenței unor scene explicite de sex.
Bugetul filmului Pirații secolului XX era modest la acea vreme: doar 470 de mii de ruble. Organele de cenzură au interzis ca încărcătura transportată de nava sovietică să fie formată din uraniu și atunci Govoruhin și Durov au înlocuit uraniul cu opiul pentru industria farmaceutică. Cum nici această variantă nu a fost acceptată, Durov a replicat nervos că vaporul va transporta atunci carnete de partid necompletate, iar cenzorii au fost nevoiți în cele din urmă să accepte încărcătura de opiu. Uniunea Sovietică era una dintre cele șapte țări care erau autorizate să producă și să exporte opiu (celelalte șase erau Bulgaria, Grecia, India, Iran, Iugoslavia și Turcia), prin Protocolul Opiului⁠(d) semnat la 23 iunie 1953 la New York. Numărul scenelor de luptă a fost analizat cu seriozitate, deoarece practicarea karatelor era semiclandestină în acele vremuri, iar Govoruhin și Durov au fost chemați de mai multe ori la Comitetul Central al Comsomolului și au trebuit să justifice fiecare scenă de luptă. Din acest motiv, au trebuit să fie abandonate unele scene de acțiune și, în același timp, au fost atenuate unele nuanțe de natură sexuală pentru a permite vizionarea filmului de copii, cu scopul creșterii numărului de spectatori din cinematografe.

### Atribuirea rolurilor
Probele pentru acordarea rolurilor au fost organizate la Moscova. Realizatorii au ales mai întâi doi actori specializați în arte marțiale, care puteau să susțină scenele de luptă prevăzute în scenariu, Tadeuș Kasianov (n. 1938) și Talgat Nigmatulin (1949–1985). Cei doi profesioniști ai artelor marțiale (Kasianov și Nigmatulin) erau buni prieteni între ei. Cascadorul rus Tadeuș Kasianov, care lucra atunci ca antrenor principal la Școala Centrală de Karate din Moscova și era familiarizat cu filmele cu arte marțiale produse în Hong Kong, a fost angajat atât ca actor, în rolul nostromului Matveici, cât și ca specialist coordonator al cascadorilor. În opinia sa, filmele de acțiune sovietice de până atunci erau realizate neconvingător. Motivul principal pentru care Kasianov a acceptat să joace în acest film l-a reprezentat dorința sa de a arăta „că nu poți să faci rău unui rus și să scapi”. Colegii sportivi ai lui Kasianov (indieni, kazahi și uzbeci) au interpretat pirați și marinari sovietici. La rândul său, actorul de origine kirghiză Talgat Nigmatulin, care studiase timp de un an la o școală de circ și apoi la Institutul de Cinematografie din Moscova și deținea titlul de campion la karate al RSS Uzbece, a venit la studio pentru a susține o probă într-un rol de figurație, dar regizorul l-a distribuit în rolul piratului Saleh. Actorul suferise în copilărie de rahitism și, după ce a fost refuzat la dans într-o tabără de pionieri de o fată, care i-a spus că era „urât și cu picioarele strâmbe”, a jurat că va deveni puternic. A început să practice atletismul și dansurile, iar ulterior a devenit interesat de artele marțiale, și a învățat limba rusă prin rescrierea a două volume din romanul Război și pace al lui Lev Tolstoi. A debutat apoi în rolul unui ofițer al Gărzii Albe în filmul Balada comisarului (Баллада о комиссаре, 1967). Rolurile pe care Nigmatulin le-a interpretat în întreaga sa carieră au fost în mare parte roluri negative, care au contrastat cu caracterul prietenos și visător al actorului, ce obișnuia să citească viitorul în palmele colegilor săi de platou. Actorul uzbec l-a interpretat ulterior pe indianul Joe în filmul Aventurile lui Tom Sawyer și Huckleberry Finn (1981) al lui Govoruhin.
Nigmatulin l-a invitat apoi pe fostul său coleg de școală, Nikolai Eriomenko jr. (1949–2001), să susțină o probă pentru rolul inginerului Serghei. Eriomenko, care jucase anterior în filme precum Zăpadă fierbinte (1973), Visuri împlinite (1974) și Cârciuma de pe strada Piatnițkaia (1978), a mărturisit într-un interviu că a acceptat să concureze pentru acest rol deoarece era aproape de vârsta maturității artistice și a vrut să încerce un rol diferit, pe care nu-l mai putea juca ulterior. Regizorul se gândea inițial să-l distribuie în acest rol pe actorul lituanian cvasinecunoscut Kostas Marininas și nu a vrut nici măcar să-l accepte la probe pe Eriomenko deoarece acesta îl interpretase anterior pe Julien Sorel în ecranizarea sovietică Roșu și negru⁠(ru)[traduceți] (1976) după Stendhal și avea reputația unui erou romantic, dar a fost convins atunci când actorul l-a pus să-i pipăie bicepșii. Cu toate acestea, abilitățile de lupte ale actorului erau inferioare celor ale profesioniștilor Kasianov și Nigmatulin, dar Eriomenko s-a descurcat onorabil. Decizia actorului i-a nemulțumit pe fanii săi, care i-au reproșat furioși că s-a coborât să joace într-un gen de film pe care ei îl disprețuiau, dar Eriomenko a susținut că este mândru că a putut juca într-un film atât de popular în rândul tinerilor.
Alte roluri au fost atribuite actorului rus Piotr Veliaminov (căpitanul Ivan Ilici, comandantul navei sovietice), actorului eston Rein Aren (conducătorul piraților), actriței letone Maija Eglīte (bibliotecara Aina), actriței ruse Natalia Horohorina (ospătărița Mașa) și actriței uzbece Dilorom Kambarova (fata indigenă Maa). Veliaminov era cunoscut pentru rolurile interpretate în filmele sovietice Komandir sceastlivoi «Șciuki»⁠(d) (1972), Sladkaia jențina⁠(d) (1976), Praf sub soare (1977) și Întâlnire la sfârșitul iernii (1978) și în coproducția sovieto-est-germană Vreau să vă văd (1978), Aren apăruse, printre altele, în filmele Hamlet (1964) și Variant «Omega»⁠(d) (1975), Natalia Horohorina fusese distribuită în filme cunoscute ca Predatelnița⁠(d) (1977), Usatîi nean⁠(d) (1977), Valsul absolvenților (1978) și Bezbiletnaia passajirka⁠(d) (1978), iar Kambarova jucase anterior rolurile feminine principale în Al șaptelea cartuș (1973) și O casă sub soarele fierbinte (1977). Actorii au realizat singuri scenele de acțiune și cascadoriile prevăzute în scenariu (înot, scufundare, lupte), fără a fi dublați de cascadori profesioniști, și s-au antrenat activ cu un antrenor de karate. Unii studenți ai Universității de Medicină din Crimeea⁠(d), care proveneau din diferite țări ale lumii, inclusiv din India, au făcut figurație în acest film în rolurile băștinașilor de pe insula tropicală.

### Filmări

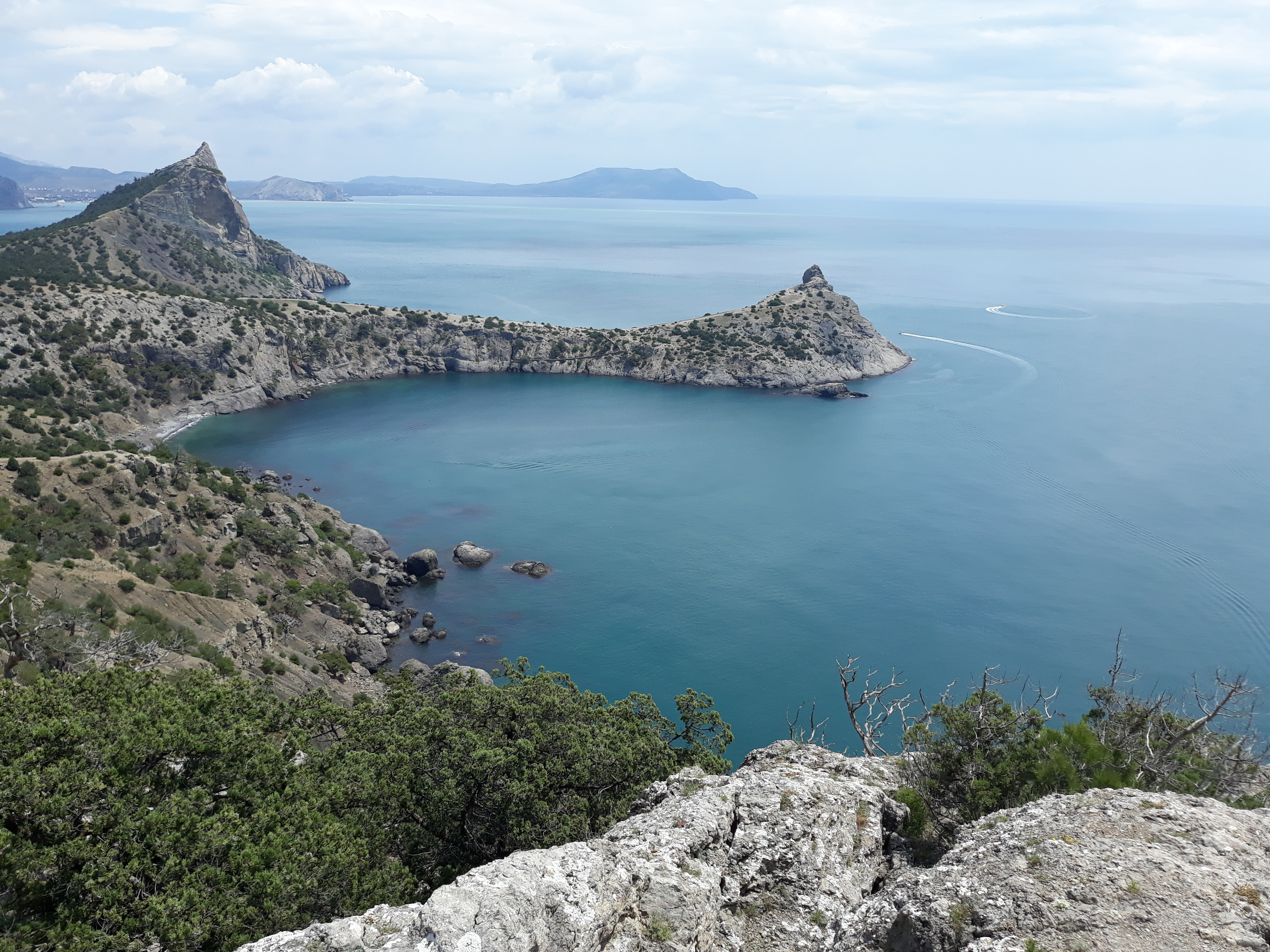
Golful Albastru ru, străjuit de ru și de muntele ru – locul unde a fost ascunsă nava piraților

Filmul a fost produs de Studioul Central de Filme pentru Copii și Tineret „M. Gorki” din Moscova la filiala sa din Ialta⁠(d). Regizorul Boris Durov a decis să lucreze cât mai repede posibil pentru a reduce gradul de implicare al organelor de cenzură în aspectul final al filmului. Producția a fost coordonată de directorii Lev Grubman și Igor Zuev și de redactorul V. Șerstiukov. Au fost folosiți pe post de consultanți L. Șunin și A. Kazankov. Echipa de filmare era cazată la un hotel din orașul Jdanov (azi Mariupol), care se afla în apropierea portului, și, după ce lua un mic dejun frugal, pleca dis-de-dimineață în port pentru a se îmbarca pe navă. Cu toate acestea, prin grija căpitanului, întregul grup lua încă o dată micul dejun și mai târziu prânzul în sala de mese a navei. Această rutină a durat aproximativ o lună, după care echipa de filmare s-a deplasat în orașul Sudak din estul Crimeii, unde a locuit încă o lună.
Filmările s-au desfășurat din aprilie până în august 1979 aproape în totalitate în peninsula Crimeea, pe o căldură sufocantă, și au fost executate pe peliculă color de operatorii A. Sikorski și V. Uliankin, sub coordonarea directorului de imagine Aleksandr Rîbin. Filmările subacvatice au fost realizate de Rîbin, cu ajutorul scafandrului profesionist Vladimir Karpiciov. Cele două nave folosite în film: cargobotul fluvial „Fatej” și motonava „Admiral Lunin” (împreună cu echipajele lor) au fost împrumutate studioului de film de către compania de transport maritim Azovskoe morskoe parohodstvo⁠(d) (Азовское морское пароходство). „Fatej” (Фатеж, 1958) a fost redenumită „Nejin”, iar „Admiral Lunin” (Адмирал Лунин, 1965) a devenit nava piraterească „Mercury”. Prima dintre ele a fost casată în anul 1983 și dezmembrată în portul San Esteban de Pravia (Spania), în timp ce a doua a fost vândută Greciei în anul 1989 și s-a scufundat în urma unei explozii produse la 13 ianuarie 1999 în circumstanțe inexplicabile în zona șantierului naval din Chalkis. Realizatorii filmului au folosit ca elemente de recuzită arme automate de dinaintea celui de-al Doilea Război Mondial, din timpul Războiului și de după Război precum mitraliera ușoară germană MG 34, pistolul mitralieră englez STEN⁠(d), pușca de asalt StG 44 ș.a.
După filmarea în mai 1979 la dana 5 a portului comercial Jdanov (azi orașul Mariupol din Ucraina) a scenei în care are loc încărcarea opiului pe nava sovietică, echipa de filmare s-a deplasat la începutul lunii iunie 1979 în estul Crimeii, unde au început filmările scenelor „tropicale”. Coordonatele geografice ale insulei din film sunt 7° 8` N și 138° 1` E, dar acestea se află în realitate în mijlocul Oceanului Pacific; cel mai apropiat teritoriu uscat este insula Kiribati, la aproximativ 1500 de mile distanță. Satul culegătorilor de perle cu palmieri și acoperișuri de stuf a fost construit de scenograful Boris Komeakov pe malul golfului Tihaia⁠(ru)[traduceți], aflat în apropierea satului Ordjonikidze și a orașului Koktebel (în acea vreme Planerskoe). Acolo era atunci o zonă militară cu acces restricționat, iar filmările au putut fi protejate de interferența turiștilor. Alte secvențe de pe insula piraților au fost filmate pe stânca vulcanică Karadag⁠(en)[traduceți], aflată la sud de Koktebel și la o distanță de 15 km de locul unde a fost construit satul culegătorilor de perle. Nava piraților a fost ascunsă în golful Delilimanskaia⁠(ru)[traduceți] din apropierea satului Novîi Svit, care este străjuit de muntele Karaul-Oba⁠(ru)[traduceți] (la vest) și de Capul Kapcik⁠(ru)[traduceți] (la est). Tunelul prin care trece barca piraților este Malîi Atleș⁠(ru)[traduceți], cu o lungime de 98 de metri, care se află în apropierea localității Olenivka din vestul Crimeii. Scena ieșirii din golf a navei „Mercury” și a apariției minelor a fost filmată în zona peninsulei Tarhankut⁠(en)[traduceți] din vestul Crimeii, care fusese folosită mai demult ca loc de filmare al producției Omul ambifie (1962). Turnarea acestei scene a fost afectată de o furtună, iar una dintre cele cinci mine false din lemn (confecționate de inginerul Valeri Pavlotos) a fost luată de un val de pe punte, echipa de filmare trebuind să anunțe Flota Mării Negre printr-o radiogramă că mina pierdută nu reprezintă un pericol. Alte filmări au avut loc în zona orașelor Ialta și Gurzuf și în apropierea orașului Sevastopol.
Secvențele din largul mării au fost filmate în Marea Azov. Nava sovietică nu a suferit avarii în timpul filmărilor, iar incendiul de pe punte a fost simulat prin aprinderea unor rășini în bazine de fier amplasate în anumite puncte ale perimetrului. Scena înotului subacvatic al inginerului Serghei pe coridoarele inundate ale navei Nejin a fost filmată pe parcursul unei săptămâni în piscina în aer liber a complexului hotelier Intourist⁠(d) din Ialta (aflat în Parcul Massandra⁠(d)). Motivele care au stat la baza deciziei de filmare a acestei scene într-o piscină și nu în apa mării au fost riscurile mai mici și costurile mai reduse. Decorurile care imitau la scară reală interiorul navei (coridoare și cabine) fuseseră construite anterior pe parcursul a aproximativ două săptămâni sub coordonarea inginerului Pavloto și apoi amplasate în piscină. După umplerea piscinei cu apă de mare încălzită, toate ușile, care nu erau bine fixate în balamale, s-au deschis în urma presiunii și au trebuit fixate cu șuruburi. Filmarea acestei scene a fost supravegheată de scafandri profesioniști. Eriomenko a fost nevoit să se scufunde zilnic timp de șapte ore până când a avut sângerări nazale, în timp ce interpretele celor două femei (Natalia Horohorina și Maija Eglīte) nu s-au putut scufunda în apă din cauza rochiilor umflate, iar cascadorii au trebuit să le tragă în jos de picioare. Restul secvențelor subacvatice au fost interpretate de înotători profesioniști, iar o femeie scafandru a dublat pe rând cele două actrițe, prin schimbarea hainelor. Întreaga scenă durează doar 101 secunde: 49 de secunde drumul dus și 52 de secunde drumul înapoi.

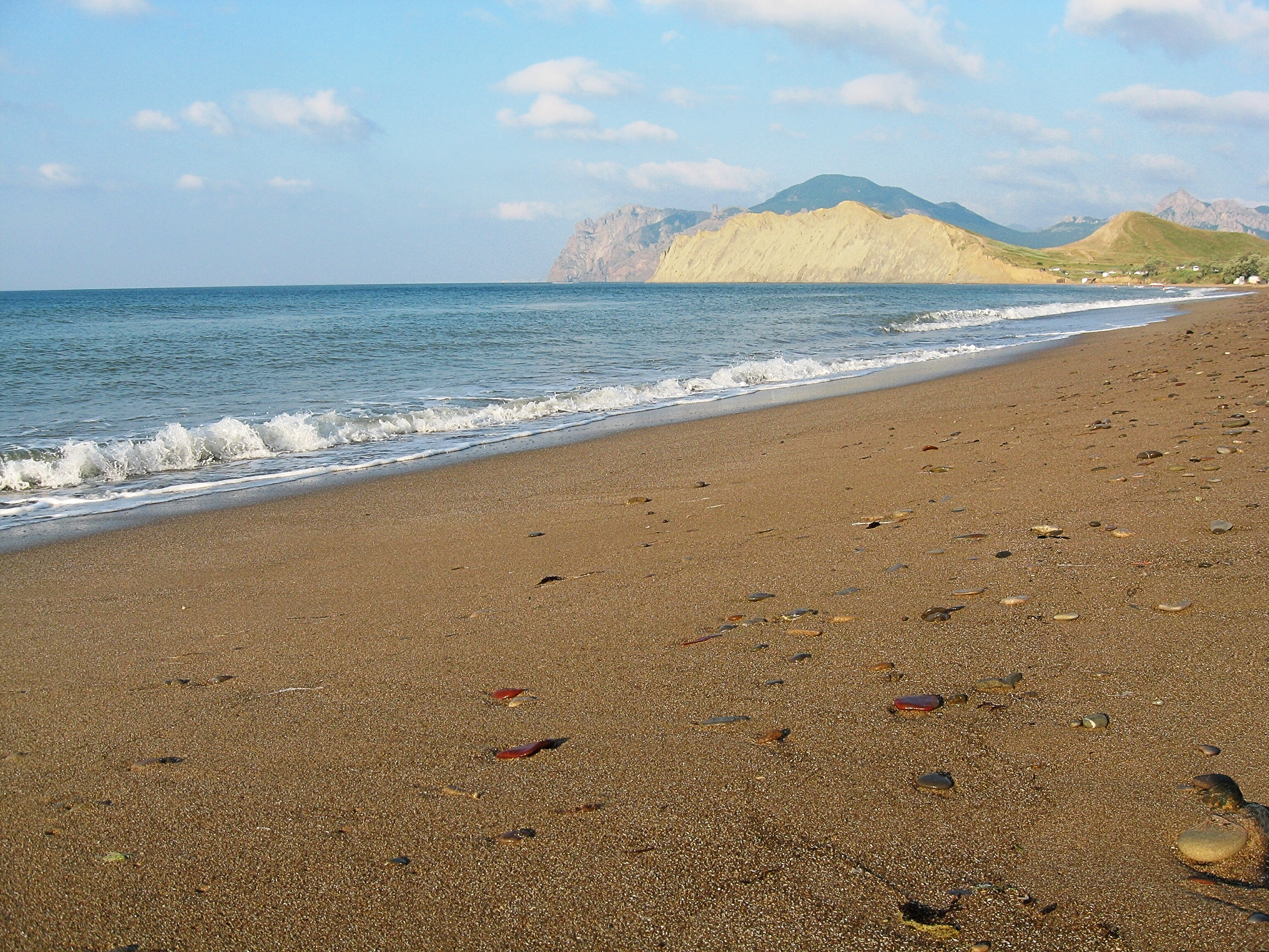
Plajă de pe țărmul ru din apropiere de Koktebel, unde a fost construit satul băștinașilor

Au existat și unele accidente, care nu au avut însă urmări tragice. Astfel, Eriomenko a ratat săritura de pe o stâncă pe puntea navei piraților și a căzut în mare, fiind cât pe ce să fie tras sub palele elicei. Această scenă a fost filmată în apropierea Capului Kapcik⁠(ru)[traduceți] din sudul Crimeii. Informația a fost contestată de unii autori, care au considerat-o o pură fabulație și au susținut că producătorii au respectat cu strictețe siguranța actorilor: astfel, potrivit acelor autori, elicele erau oprite în timpul deplasării navei de-a lungul stâncilor, nava se deplasa în virtutea inerției, iar scafandrii erau pregătiți să intervină. Într-o altă scenă Talgat Nigmatulin trebuia să o bată cu un băț pe Natalia Horohorina (interpreta ospătăriței Mașa, care era ostatica piraților); loviturile simulate nu au fost convingătoare, așa că Nigmatulin a bătut-o de-adevăratelea și, cu toate că actriței i s-a pus o pernă moale (sau o păturică) sub haine pentru a amortiza loviturile, i-a făcut o vânătaie mare. Această scenă a fost filmată în stațiunea Koktebel. Câteva zile mai târziu, atunci când a aflat ce s-a întâmplat, Nigmatulin și-a cerut scuze, a invitat-o pe Horohorina la o cafenea de pe țărmul mării, unde au discutat până la căderea nopții, și a mărturisit cu acest prilej că o place. Actrița nu a răspuns sentimentelor lui, deși îl plăcea și ea, deoarece Nigmatulin era căsătorit atunci cu Halima Hasanova. Scena de luptă dintre inginerul Serghei și piratul Saleh a fost filmată fără dubluri pe podeaua de beton a unui pavilion pe parcursul unei zile întregi și a fost atât de convingătoare încât membrii echipei de filmare s-au temut ca actorii să nu rămână infirmi. Eriomenko a refuzat inițial să-l lovească în zona inghinală pe Nigmatulin, deoarece aceasta ar fi fost o faptă incompatibilă pentru un erou sovietic, dar a trebuit să o facă la insistența lui Durov. Rănile suferite de Eriomenko s-au vindecat după mai mult timp.
Decorurile filmului au fost proiectate de scenograful rus Boris Komeakov, iar costumele au fost confecționate de designera Elena Medvedeva. Sunetul a fost înregistrat de inginerul Vladimir Kaplan, iar muzica a fost compusă de compozitorul sovietic de origine armeană Evgheni Ghevorghean și interpretată de Orchestra Simfonică de Stat a Cinematografiei⁠(en)[traduceți] dirijată de dirijorul de origine armeană Martin Nersesean. Montajul filmului a fost realizat de Rimma Țeghelnițkaia. Lungimea peliculei este de 2.315 metri sau, după altă sursă, de 2.325 metri. Durata filmului este de 79 de minute sau, după alte surse, de 83 de minute.

## Recepție

### Lansare

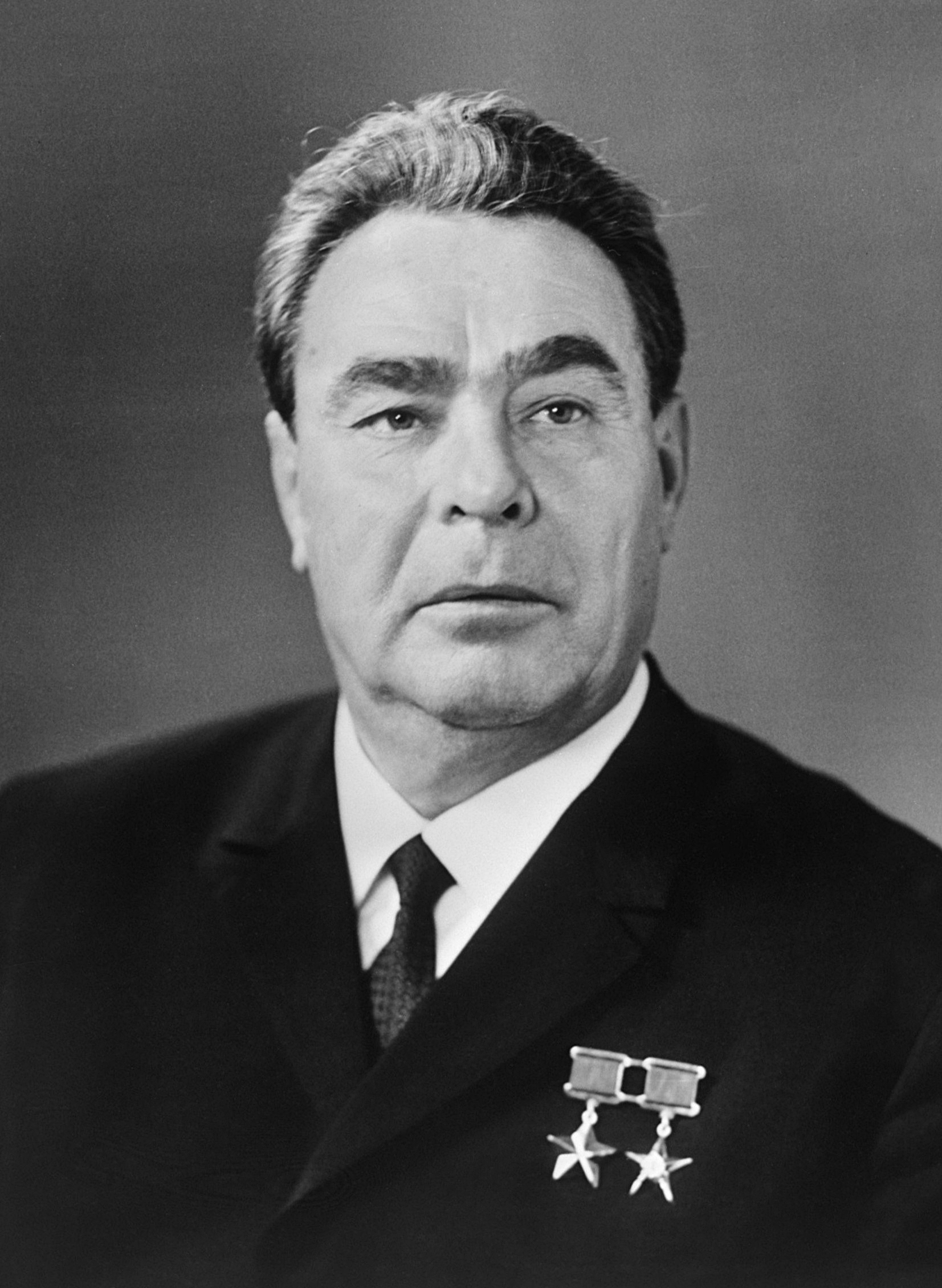
Leonid Brejnev, secretarul general al Comitetului Central al PCUS

Conducerea Comitetului de Stat pentru Cinematografie al URSS (Goskino) nu a avut solicitări speciale, iar Boris Pavlenok, vicepreședintele Goskino, și-a exprimat dorința tăierii doar a scenei în care piratul Saleh o bate pe bibliotecară și o amenință că o va da pe mâna camarazilor săi, iar unul din ei începe să se descheie la pantaloni. Pirații secolului XX urma să aibă premiera la sfârșitul anului 1979, dar conducătorii Comitetului Central al Comsomolului, cărora le-a fost arătat filmul după încheierea filmărilor, au fost deranjați de transportul de către o navă sovietică a unei cantități mari de opiu și de prezența mai multor scene violente și au hotărât interzicerea difuzării lor pe motiv că ar fi un film dăunător din punct de vedere ideologic. Banda a fost trimisă la arhivă pentru a fi demagnetizată, dar un angajat necunoscut al Fondului de Film de Stat (Gosfilmofond) a pus-o în cutiile cu filme care erau trimise săptămânal la casa de vacanță a lui Brejnev din Oreanda (Crimeea). Secretarul general al Comitetului Central al PCUS a vizionat filmul în vara anului 1980 și a fost atât de încântat de eroismul și vitejia marinarilor sovietici, încât a dispus lansarea cât mai curând a filmului în cinematografe, fără modificări. Angajații casei de vacanță din Nijnaia Oreanda au declarat unui corespondent al ziarului ucrainean de limbă rusă Segodnea (Сегодня) că Brejnev ar fi adormit ca de obicei în fața ecranului, s-a trezit în momentul unei scene de luptă și i-a întrebat pe apropiați: „Acest film este al nostru?”, iar după confirmare a mormăit satisfăcut: „Bravo!”. Unele surse susțin că Brejnev ar fi vizionat de mai multe ori acest film în timpul concediului său în Crimeea.
Premiera filmului a avut loc la 14 iulie 1980 în Uniunea Sovietică. În ciuda faptului că au fost realizate mai puține copii decât alte filme celebre ale acelui an, Pirații secolului XX a avut parte de un succes comercial imens în URSS, atrăgând în anul lansării 87,6 de milioane de spectatori (mai mult decât Moscova nu crede în lacrimi, filmul sovietic distins cu Premiul Oscar pentru cel mai bun film străin, care a atras 84,4 milioane de spectatori sau, după altă sursă, 84,5 milioane de spectatori) sau, după informațiile regizorului, chiar 103 de milioane de spectatori, și fiind vizionat până la căderea Uniunii Sovietice de peste 250 de milioane de spectatori. Publicul sovietic a fost atras de acțiunea spectaculoasă și dinamică, de confruntările fizice corp la corp și de cadrul exotic în care se petrec întâmplările. Ca urmare a faptului că spectatorii cei mai entuziaști erau tinerii de vârstă școlară care chiuleau adesea de la ore pentru a merge să vadă filmul, unele cinematografe au fost obligate să anuleze spectacolele de dimineață. Interesul publicului era atât de mare încât un bilet de 30 de copeici a ajuns să fie vândut „la negru” pentru 10–15 ruble. Filmul a adus încasări de 150 de milioane de dolari (la un curs de schimb oficial de 67 de copeici pentru un dolar) și a obținut o diplomă de onoare a juriului pentru ideea deosebită într-un film de aventuri la ediția a XI-a a Festivalului Unional de Film de la Dușanbe din 1980. Succesul imens al filmului i-a surprins pe actori și chiar și pe realizatori.
Actorii au câștigat însă puțini bani, dar au dobândit faimă: Nikolai Eriomenko a susținut că și-a cumpărat cu banii câștigați doar un covor pakistanez și un televizor color, dar a obținut Premiul Lenin al Comsomolului și a fost votat de cititorii revistei Sovetski ekran drept cel mai bun actor al URSS⁠(d) din anul 1980. Actorul se plângea ulterior că lumea a ajuns să-l cunoască mai mult pentru rolul inginerului Serghei din acest film decât pentru rolul Julien Sorel din Roșu și negru⁠(ru)[traduceți] (1976) și că a fost nominalizat la premiul pentru cel mai bun actor pentru acest rol și nu pentru rolurile sale anterioare, pe care le considera mult superioare din punct de vedere artistic. Popularitatea pe care a dobândit-o nu l-a făcut să scape însă de o amendă rutieră pentru depășirea vitezei, iar polițistul i-a spus: „Conduci ca un pirat!” și l-a amendat. Natalia Horohorina, care a susținut ulterior că filmul a reunit „un scenariu frumos, un regizor minunat și un ansamblu actoricesc magnific”, a devenit cunoscută și a fost urmărită de fani în turnee și în vacanțe, devenind, potrivit propriilor sale cuvinte, o „victimă a «Piraților secolului XX»”. Spre deosebire de ei, Nigmatulin nu a reușit să devină atât de celebru: astfel, cu ocazia unei vizite făcute la Tașkent, actorul a mers cu o rudă la cinematograf și, cum nu mai erau bilete, a trebuit să plătească unui speculant 15 ruble în loc de 30 de copeici pentru a vedea filmul. Prezentarea în acest film a unor lupte de arte marțiale a fost o premieră pentru cinematografia sovietică, iar, după difuzarea filmului, au fost deschise în URSS mai multe cluburi de karate și mulți copii au început să se antreneze în practicarea acestui sport.
Succesul filmului a scos în evidență prăpastia între gândirea critică a activiștilor culturali ai regimului sovietic, care au batjocorit acest film pe motiv că ar fi „nerealist” și „dăunător din punct de vedere ideologic”, și gustul publicului sovietic larg. Urmarea acestui succes a fost organizarea unei operațiuni de distribuire a filmului în străinătate, având loc lansări în mai multe țări, printre care: Republica Democrată Germană (premieră TV pe 13 decembrie 1980 la DFF 1 și lansare în cinematografe la 12 iunie 1981), Republica Socialistă România (9 februarie 1981), Republica Populară Ungară (11 iunie 1981), Finlanda și Portugalia (25 septembrie 1981).
Premiera filmului în România a avut loc în 9 februarie 1981; filmul, care a fost prezentat de presa epocii drept „un film care-i va atrage pe iubitorii de aventură, căci filmul lui Boris Durov este aventură de la un capăt la altul” sau un „film sovietic în culori, cu o intrigă captivantă, aventuri și suspense”, a rulat în perioada următoare în unele cinematografele bucureștene precum Capitol (februarie 1981), Grivița și Floreasca (februarie 1981), Tomis și Flamura (februarie 1981), Dacia, Giulești și Arta (martie 1981), Sala mică a Palatului (martie 1981), Victoria, Lira și Aurora (martie 1981), Cotroceni și Munca (martie 1981), Ferentari și Pacea (martie 1981), Cosmos și Progresul (martie–aprilie 1981), Miorița (aprilie 1981), Festival (decembrie 1985) ș.a., dar și în unele cinematografe din alte orașe (de exemplu, la Târgu Mureș, Zalău, Pașcani, Iași, Sibiu, Suceava, Miercurea Ciuc, Sighișoara, Sfântu Gheorghe, Reghin, Câmpulung Moldovenesc, Fălticeni, Odorheiu Secuiesc, Rădăuți, Reșița, Timișoara, Botoșani, Craiova, Dorohoi și Lugoj), inclusiv până în septembrie 1986.
Filmul a fost lansat pe suport DVD la 17 ianuarie 2002, în colecția Ruscico. Versiunea DVD a filmului este „practic impecabilă”, potrivit istoricului de film britanic Michael Brooke, cu foarte puține pete și zgârieturi, iar transferul este realizat în format anamorfic cu un raport de imagine 2,35:1, cu un sunet remixat de la monofonic la surround 5.1. Pachetul standard conține filmul cu subtitrare în mai multe limbi și mai multe adaosuri: o galerie de fotografii (zece fotografii din film și nouă fotografii din procesul de producție), mai multe biografii și filmografii (regizorul Boris Durov, scenaristul Stanislav Govoruhin, directorul de imagine Alexander Rîbin și actorii Rein Aren, Piotr Veliaminov, Talgat Nigmatulin, Dilorom Kambarova, Natalia Horohorina, Nikolai Eriomenko Jr. și Maija Eglīte) și interviuri în limba rusă (cu subtitrări disponibile în limbile engleză, franceză, neerlandeză, italiană și spaniolă) cu Boris Durov, Stanislav Govoruhin și actorii Nikolai Eriomenko Jr. și Tadeuș Kasianov, filmate special pentru DVD.

### Aprecieri critice
Scenaristul Stanislav Govoruhin a susținut că Pirații secolului XX poate fi considerat o alternativă morală la violența filmelor de acțiune americane ale acelei epoci precum Rambo (1982) al lui Ted Kotcheff sau Terminator (1984) al lui James Cameron și a evidențiat „puritatea” și „umanitatea” filmului sovietic, care s-ar datora absenței unei violențe nejustificate, iar ulterior a afirmat în mod controversat că acest blockbuster ar fi „la fel de inovator ca orice film de artă”. Cu toate acestea, potrivit istoricului american Joshua First, Pirații secolului XX nu a avut o influență semnificativă asupra filmelor de acțiune din fosta Uniune Sovietică, în ciuda pretențiilor formulate de unii specialiști.
Presa sovietică a judecat cu asprime acest film, considerându-l un „exemplu de urâțenie în artă” sau un „film proamerican” și susținând că „nu există astfel de supraoameni!” și că „pirații au dispărut de pe planetă de mult timp!”. Recenziile critice au fost controversate și, la influența unor lideri ai partidului și Comsomolului, au acuzat filmul de „crimă împotriva moralității”. Criticii loiali regimului comunist au susținut că personajele pozitive nu ar trebui să folosească aceleași metode ca personajele negative, ci să câștige confruntarea cu ajutorul minții, nu al forței brute, afirmând că în acest caz nu mai există diferențe între personaje. În urma acestor critici aspre, Boris Durov și alți regizori din acea vreme au refuzat timp de mai mulți ani să mai realizeze filme de acțiune.
În contrast cu presa sovietică, criticii străini au avut o atitudine mai îngăduitoare și au scris că Pirații secolului XX este primul film de acțiune sovietic, fiind concentrat pe prezentarea unor secvențe spectaculoase în detrimentul narațiunii clasice. În opinia criticilor străini, filmul conține imagini iconice ale masculinității, fiind puse în contrast corpurile atletice ale marinarilor sovietici și corpurile obeze și deformate ale piraților orientali. Convențiile genului au permis existența unor acte de eroism nerealiste, precum înotul subacvatic îndelungat al inginerului Serghei pentru salvarea celor două femei, secvență inspirată în mod evident de filmul american Aventura lui Poseidon (1972) al lui Ronald Neame. În mod similar, jurnalista română Eugenia Vodă a scris că acest film sovietic de aventuri mizează „pe o idee absolut cuceritoare: dacă ești bun, n-ai cum să nu-nvingi toți pirații din lume (ba să le confiști și narcoticele, ca să fie folosite în industria de medicamente)” și a evidențiat existența multor coincidențe ce au devenit clișee, însă a lăudat filmările subacvatice „splendide” din secvența salvării celor două femei închise în biblioteca inundată.
Istoricul de film britanic Michael Brooke a recunoscut că i-a plăcut filmul Pirații secolului XX și, analizându-l în contextul cultural și istoric al epocii sovietice, l-a considerat „rezonabil de captivant în cea mai mare parte”, cu o acțiune fără momente de respiro și cu unele secvențe eficiente (precum secvența salvării celor două femei de pe vasul inundat), dar a susținut că personajele sunt foarte puțin dezvoltate și prea stereotipe, neavând „nici măcar defecte interesante”. Singurele personaje care l-au impresionat într-o oarecare măsură sunt doar conducătorul piraților („un Blofeld fără pisică”) și piratul karatist Saleh (interpretat de Nigmatulin), care susține aproape de unul singur cea mai mare parte a acțiunii fizice și se remarcă prin brutalitatea cu care-și interoghează ostaticii. Potrivit istoricului britanic, filmul sovietic nu prezintă prea mare interes pentru un spectator occidental de la începutul secolului al XXI-lea din cauza aspectului său kitsch care-l face să arate ca „o imitație puternic diluată a unui blockbuster de acțiune de la Hollywood” și nu reușește să depășească în niciun moment nivelul unei creații cinematografice de categoria B din anii 1970 a companiei Shaw Brothers Studio⁠(d) din Hong Kong. Succesul său imens de la box-office s-ar datora, în opinia lui Brooke, faptului că publicul sovietic nu avea acces în acea epocă la blockbusterurile hollywoodiene și nu avea astfel un termen de comparație.
Enciclopedia cinematografică germană Lexikon des internationalen Films descrie astfel acest film: „Un cargou sovietic care avea la bord un container cu opiu pentru scopuri medicale cade în mâinile unei bande brutale de pirați. Numai câțiva membri ai echipajului au supraviețuit masacrului și au ajuns pe insulă, care servea și ca ascunzătoare a piraților. Variantă modernă a filmelor cu pirați; un film de acțiune pus în scenă stângaci și interpretat lemnos, cu niște scene de luptă dure, a căror reprezentare strictă în alb-negru nu permite nici nuanțe, nici atmosferă.”.

## Continuări eșuate
Stanislav Govoruhin a scris ulterior un scenariu pentru o continuare a Piraților secolului XX, care a devenit apoi filmul sovietic Taina reginei piraților⁠(d) (Тайны мадам Вонг, 1986), regizat de Stepan Pulcinean⁠(d). Actorii Nikolai Eriomenko Jr. și Talgat Nigmatulin au primit o ofertă pentru a apărea în acest film, dar nu le-a plăcut scenariul și au refuzat să joace, iar, drept urmare, scenariul a fost rescris și adaptat pentru alte personaje și toate legăturile cu Pirații secolului XX au fost eliminate. Într-un interviu acordat ziarului Ogoniok (Огонёк) în anul 2000, Eriomenko Jr. a spus că nu regretă deloc că a refuzat să apară în acel film deoarece „era un film foarte prost”.
Actorul Nikolai Eriomenko și cascadorul Tadeuș Kasianov au intenționat în anii 1990 să realizeze ei o continuare a filmului Pirații secolului XX, dar cu o alte personaje, deoarece Talgat Nigmatulin (interpretul lui Saleh) murise în februarie 1985, în urma unei bătăi primite de la membrii sectei religioase din care făcea parte. Au existat mai multe idei de scenariu, printre care și cea a atacării de către pirați a unei nave de croazieră pe care călătorește un artist celebru (idee care i-a aparținut tânărului Aleksei Sidorov). Deși era conștient că un astfel de proiect este riscant, Eriomenko credea că acum „lucrurile pot fi altfel”. Proiectul a fost amânat însă din lipsă de fonduri și apoi, după moartea lui Eriomenko în 2001, a fost abandonat definitiv. „Probabil este în bine că filmul nu a mai fost realizat”, a declarat ulterior Tadeuș Kasianov, care a completat că „Din anumite motive, continuările filmelor populare au rareori succes. Este puțin probabil să depășim filmul anterior «Pirații...». Și cu siguranță ne-ar fi dor de Talgat...”.
Cazul de piraterie modernă prezentat în acest film părea fantastic pentru cinefilii sovietici în anii 1980, în ciuda inspirării filmului dintr-un caz real. Cu toate acestea, au apărut în anii următori numeroase rapoarte despre deturnarea navelor de către pirați. Zeci de marinari ucraineni au fost capturați de pirați numai la începutul secolului al XXI-lea: mecanicul șef Valeri Drapov din Sevastopol s-a aflat timp de 63 de zile în captivitatea piraților nigerieni, iar echipajul ucraineano-rus al navei MV Faina (aflate sub pavilionul statului Belize) a fost luat ostatic de pirații somalezi la 25 septembrie 2008 și a petrecut 135 de zile în captivitate. Ulterior, tancul petrolier⁠(d) MV Moskovski universitet⁠(d), care se afla în proprietatea unei companii rusești și avea un echipaj rusesc, dar naviga sub pavilion liberian, a fost capturat la 5 mai 2010⁠(d) în Golful Aden de un grup de pirați somalezi și ocupat timp de 20 de ore, până când distrugătorul rus Marșal Șapoșnikov⁠(d) a sosit în zonă și i-a atacat pe pirați, eliberând nava și echipajul. Acest ultim incident a fost ecranizat ulterior cu o mare fidelitate în filmul de acțiune rusesc 22 minutî⁠(d) (22 минуты, 2014) al lui Vasili Serikov.

## Locuri de filmare

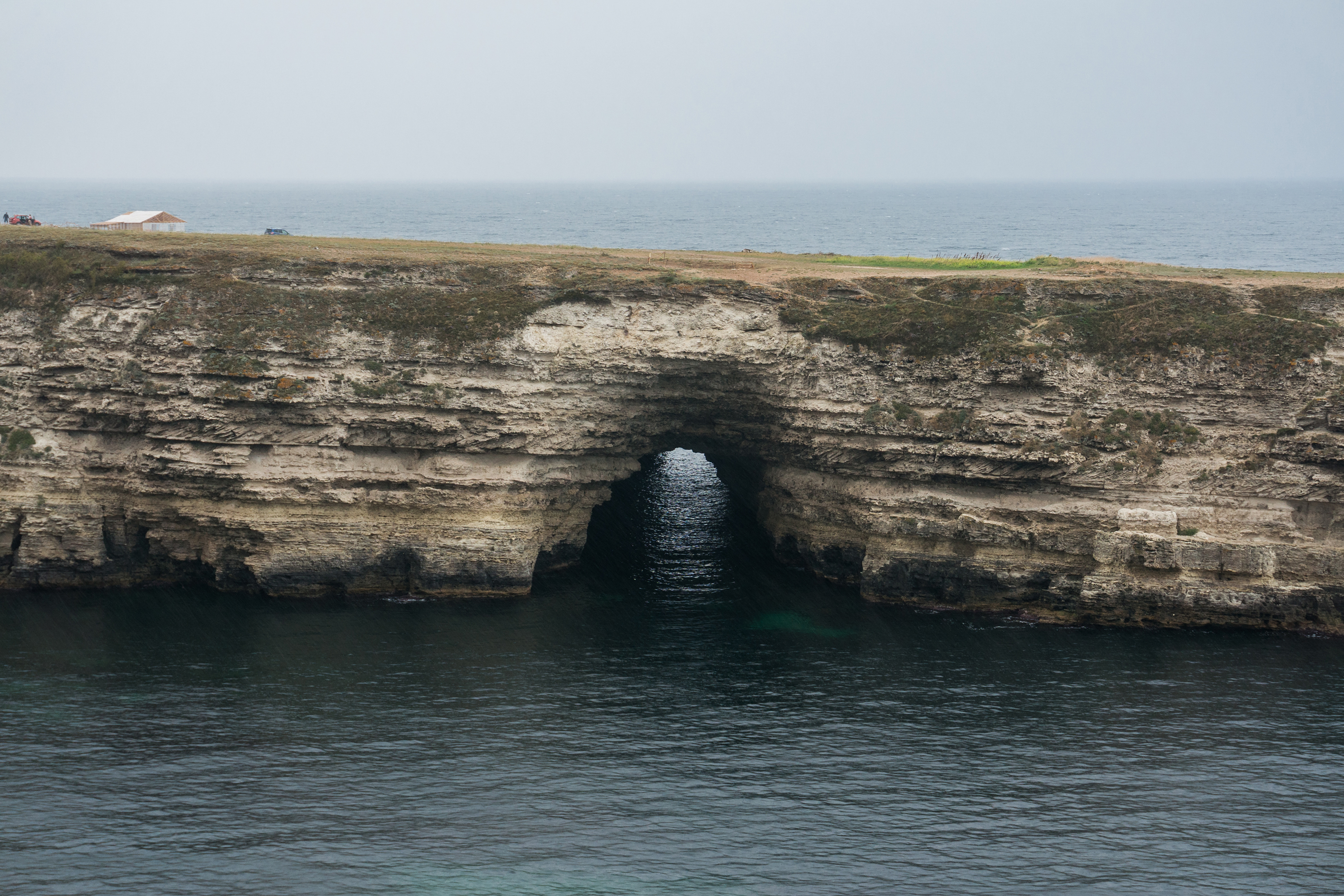
Tunelul Malîi Atleș⁠(ru)[traduceți] prin care trece barca piraților
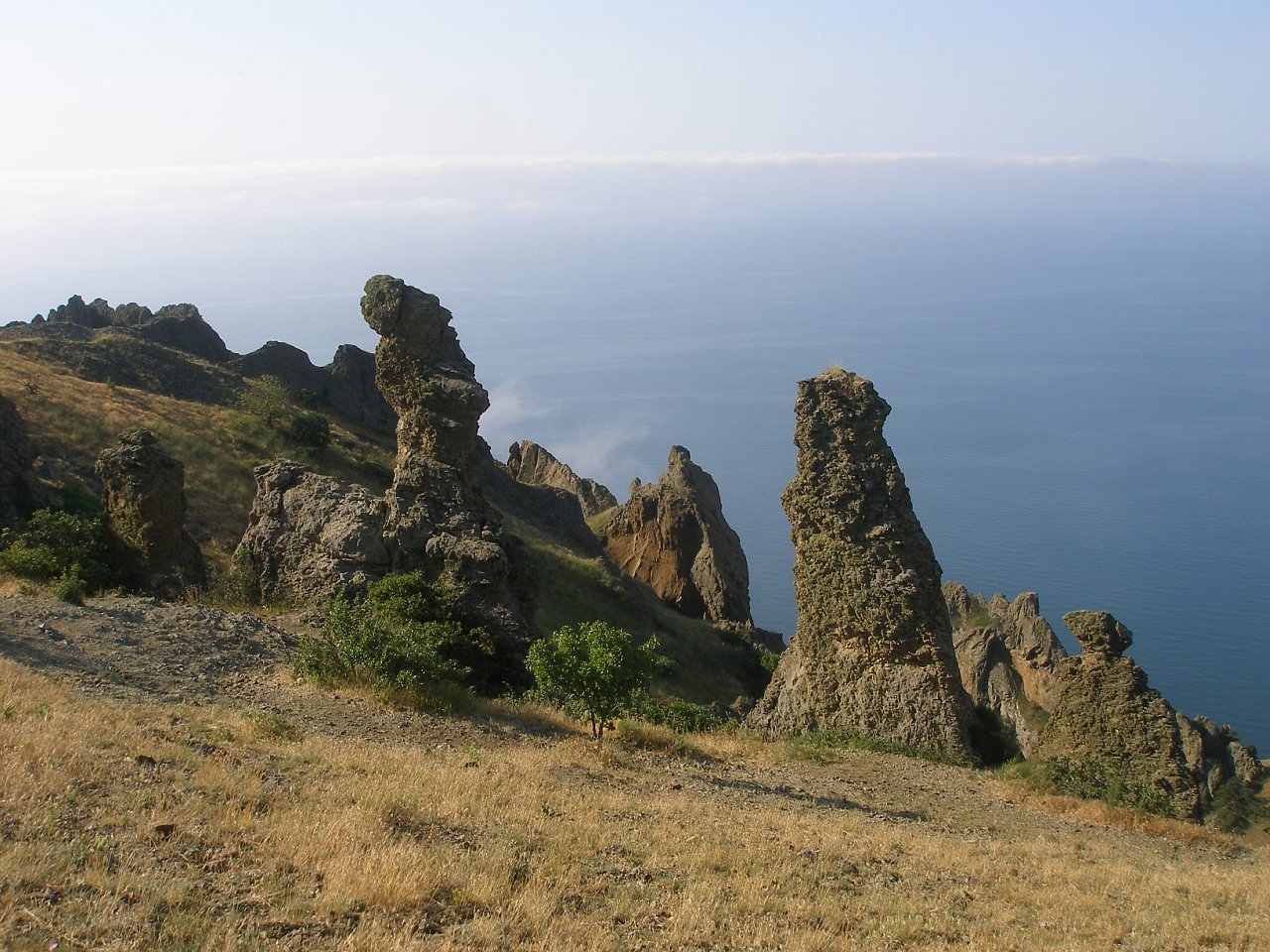
Stânca vulcanică Karadag⁠(en)[traduceți] – locul pe unde se deplasează marinarii sovietici pe insula piraților
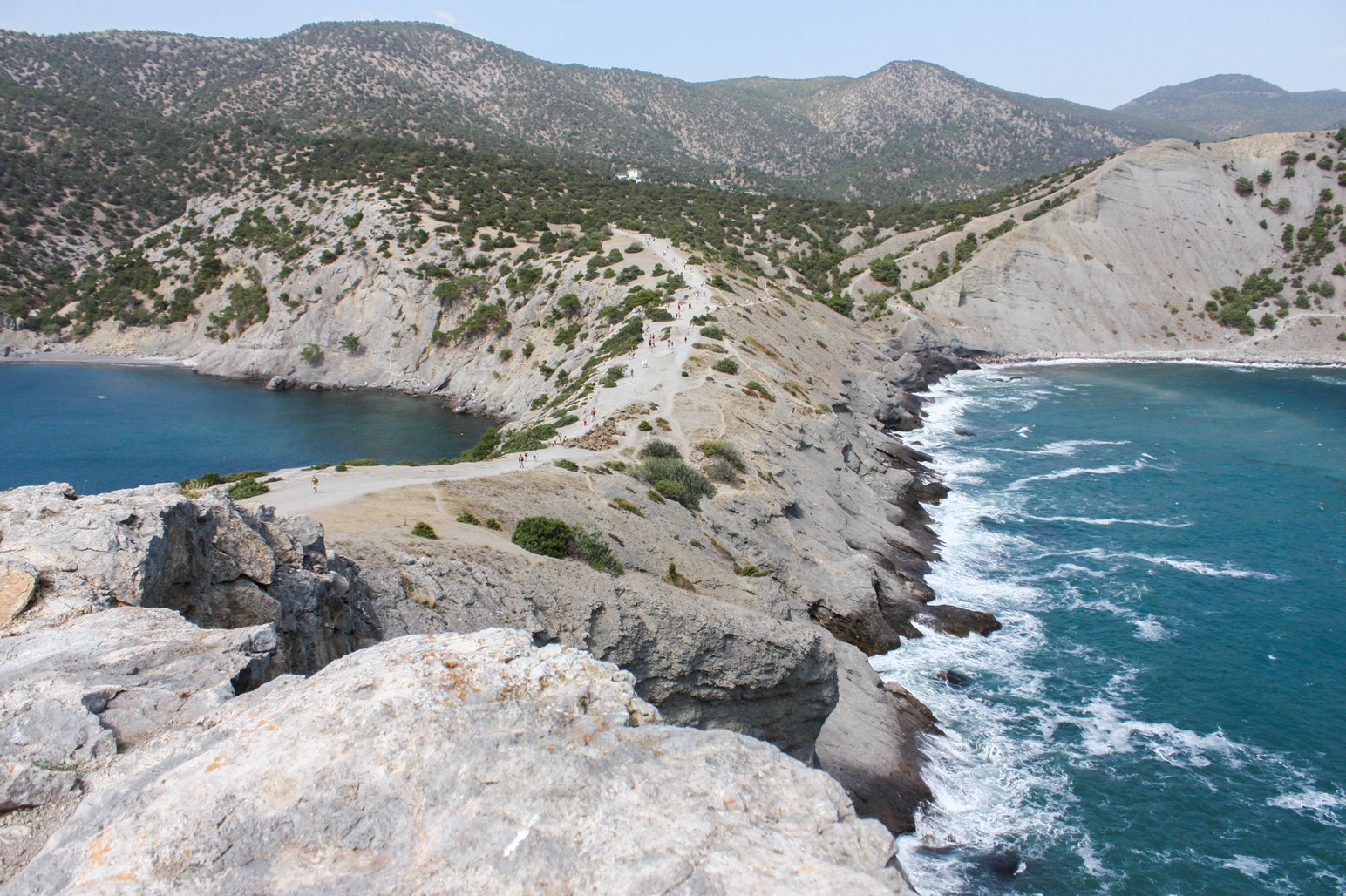
Capul Kapcik⁠(ru)[traduceți] – locul unde patrulează pirații
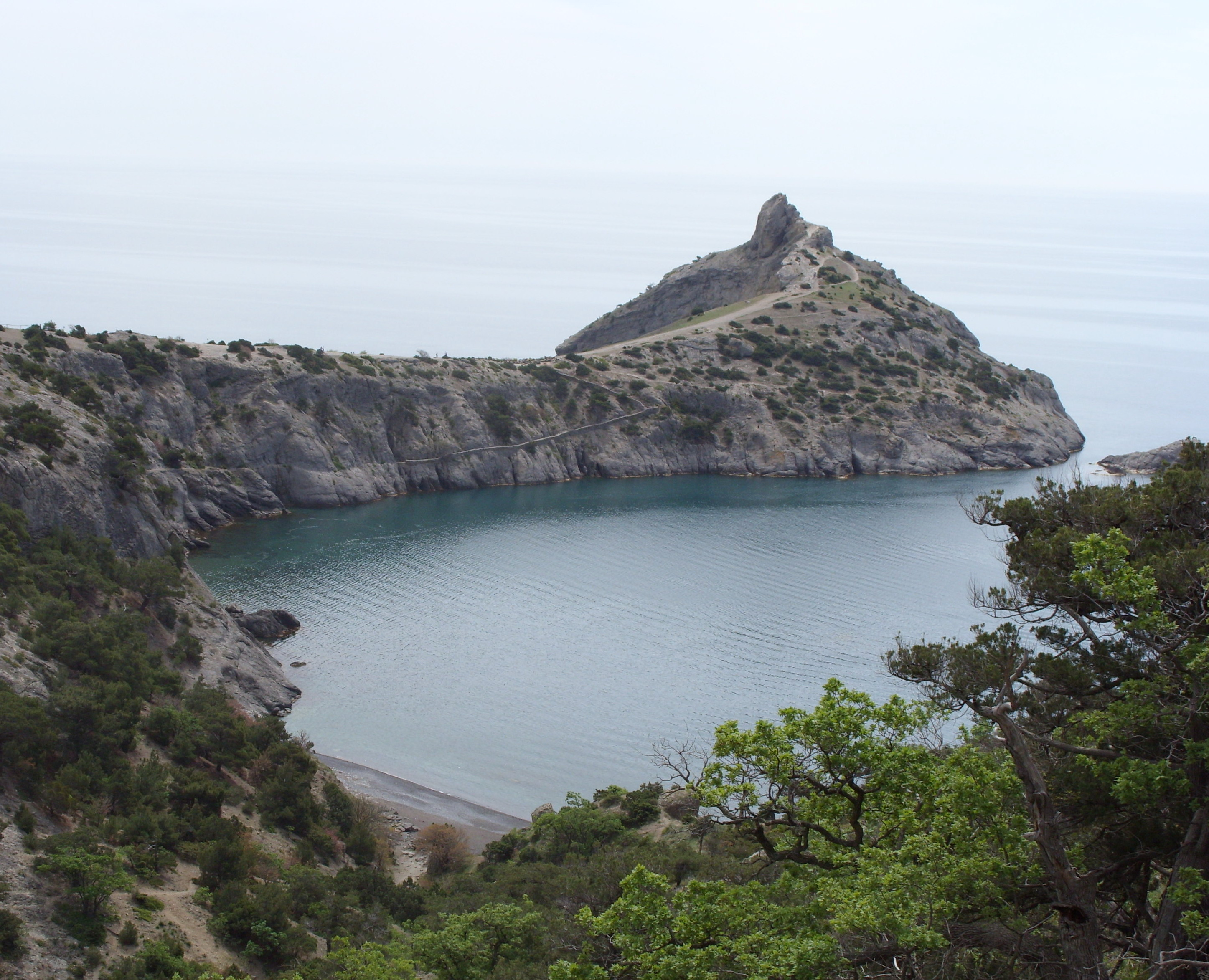
Capul Kapcik
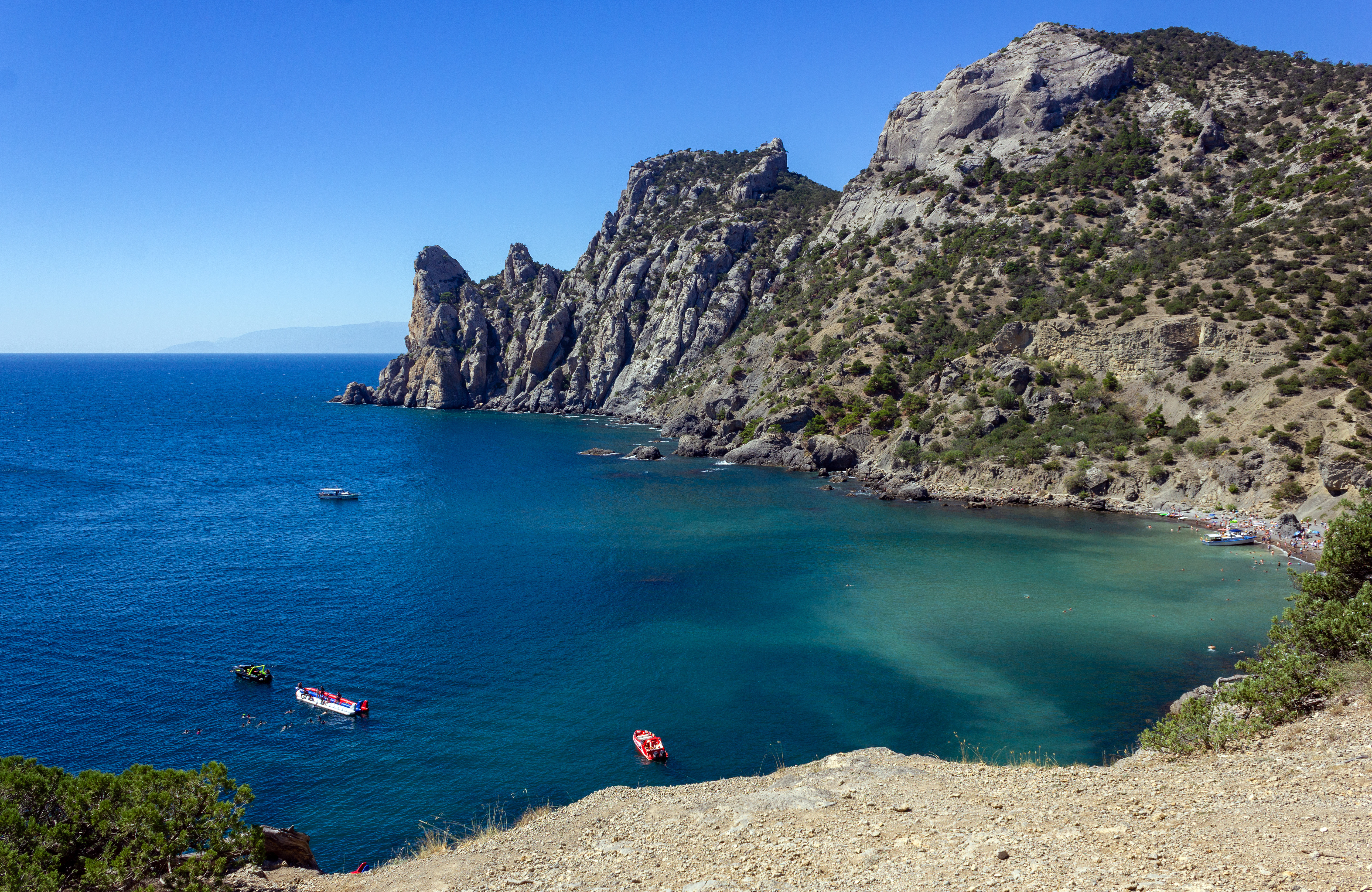
Golful Albastru Delilimanskaia⁠(ru)[traduceți] (Голубая бухта) străjuit de Karaul-Oba⁠(ru)[traduceți] – locul unde a fost ascunsă nava piraților
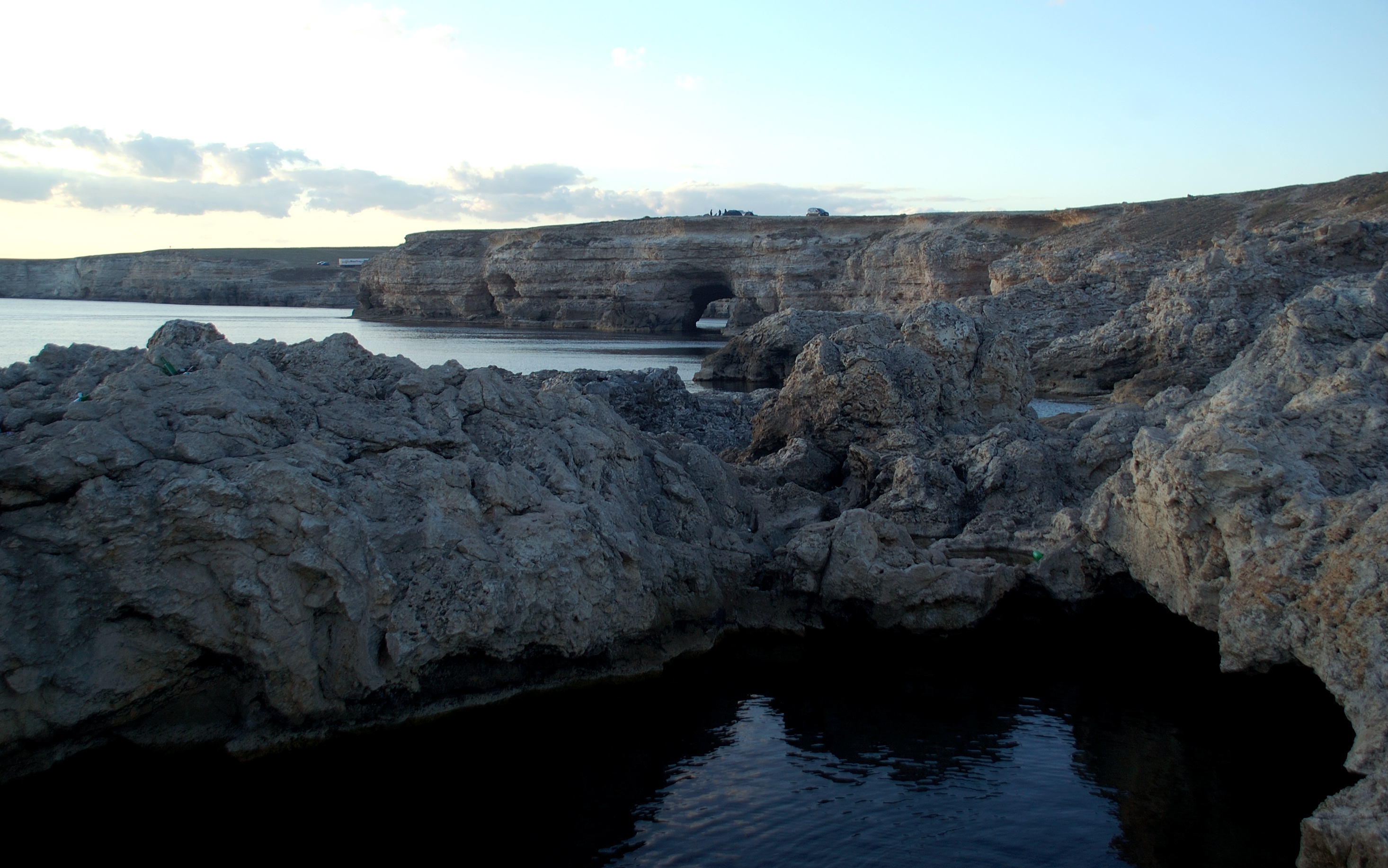
Capul Tarhankut⁠(ru)[traduceți] – grota din stâncă pe unde trece barca piraților
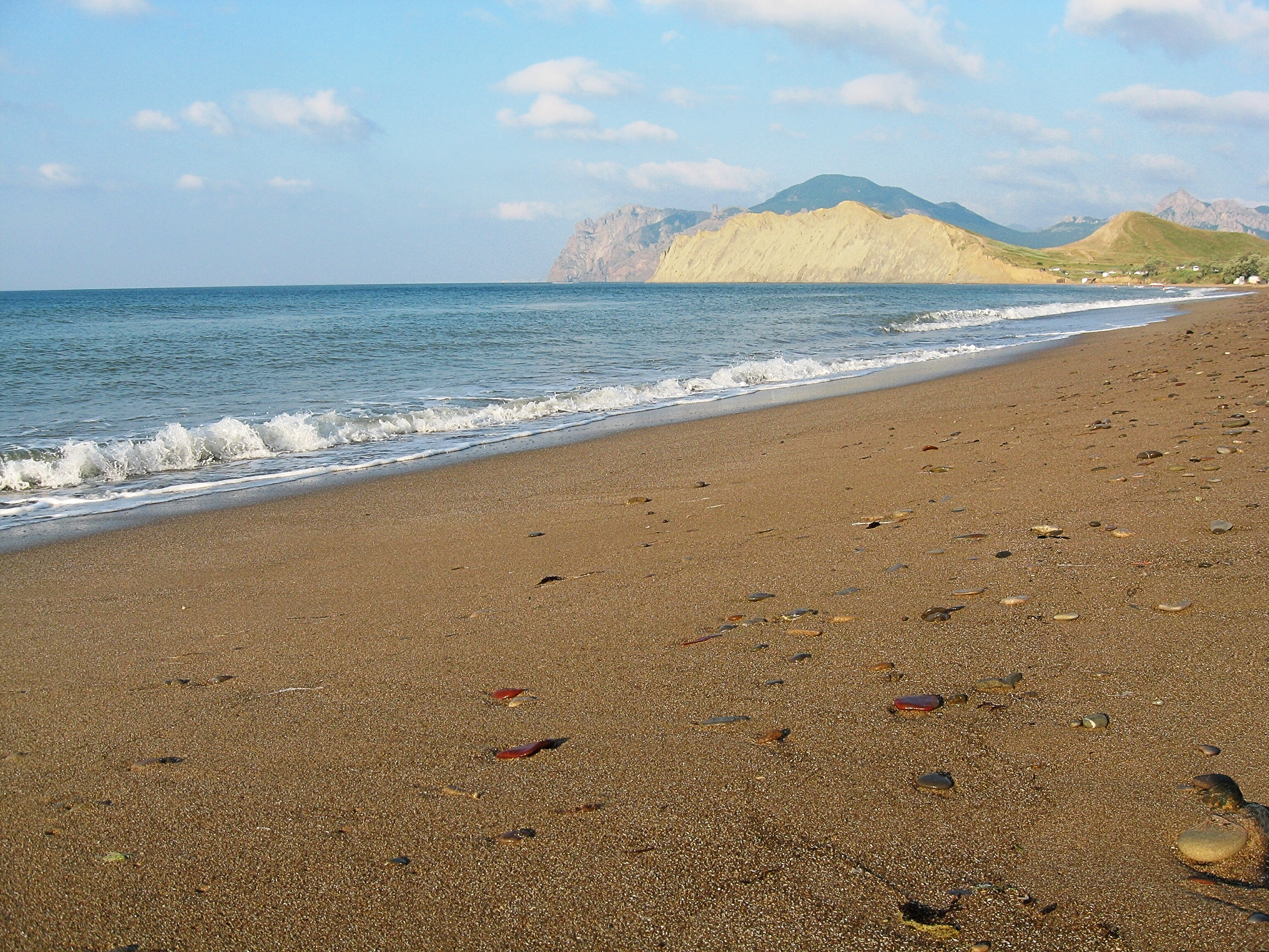
Golful Tihaia⁠(ru)[traduceți] din apropiere de Koktebel, străjuit de Capul Cameleon⁠(ru)[traduceți] – locul unde se află satul băștinașilor

## Notă explicativă
1. ↑  Unele surse menționează în mod eronat că scena încărcării opiului a fost filmată în portul Ialta. Vezi Олег Перанов [Oleg Peranov], „«Пиратов ХХ века» топили в бассейне”, în Теленеделя, 2010 și „«Пираты XX века»: азиатский порт в Ялте и лагерь туземцев в Коктебеле”, РИА Новости Крым, 5 iunie 2016. Maik Lvovski corectează această informație, susținând că s-a filmat la Mariupol și nu la Ialta. Vezi Maik Lvovski [Майк Львовски], „«Пиратам ХХ века» — 30 лет”, Сегодня [Segodnea], 3 decembrie 2009, Maik Lvovski [Майк Львовски], „Как фильм «Пираты ХХ века» восприняли наши моряки, побывавшие в плену”, în Российская газета, nr. 173 (6744), 6 august 2015 și Александра Тимощенко [Aleksandra Timoșcenko], „Потерянная мина и загрузка опиума в ялтинском порту: как в Крыму снимали первый советский боевик «Пираты XX века»”, în Комсомольская правда – Крым [Komsomolskaia Pravda – Crimeea], 14 iulie 2022.

## Legături externe
- en  Pirații secolului XX la Internet Movie Database
- en  Pirații secolului XX la Allmovie
- ru «Pirații secolului XX» pe site-ul Kinopoisk